# Central City (Kentucky)
Central City – miasto w Stanach Zjednoczonych, w stanie Kentucky, w hrabstwie Muhlenberg.